# Isa Bellini
Pour les articles homonymes, voir Bellini.
Isa Bellini, née le 19 juin 1922 à Mantoue (Lombardie) et morte le 5 février 2021 à Rome (Latium), est une chanteuse, actrice et animatrice de télévision italienne.
Bellini a chanté dans les émissions radiophoniques de l'Ente Italiano per le Audizioni Radiofoniche (EIAR) en tant que membre du Trio Primavera avec Thea Prandi et Wilma Mangini.

## Biographie
Isabella Calò est née à Mantoue. Elle a dû changer son nom de famille en Bellini en raison des lois antisémites en vigueur dans l'Italie fasciste,. Sa famille a émigré en France quand elle a 7 ans, et elle y resté jusqu'au début de la Seconde Guerre mondiale et échappe aux persécutions. Après avoir remporté un concours de talents musicaux, elle s'engage professionnellement avec l'Ente Italiano per le Audizioni Radiofoniche, où elle se produit en tant que chanteuse soliste et au sein du Trio Primavera avec Thea Prandi et Wilma Mangini,.
Après la Seconde Guerre mondiale, Bellini se consacre exclusivement au théâtre, se produisant sur scène avec des artistes de renom tels que Totò, Renato Rascel, Walter Chiari et Umberto Spadaro,. En 1948, elle commence à travailler comme animatrice radio, présentant en 1954 la populaire émission Il motivo in maschera avec Mike Bongiorno et Lelio Luttazzi. La même année, elle fait ses débuts à la télévision italienne en tant qu'animatrice de l'émission Italia, Nati per la musica, et enregistre dès lors des apparitions dans diverses productions cinématographiques, théâtrales et télévisuelles jusque dans les années 1990.
Elle est décédée le 5 février 2021 à l'âge de quatre-vingt-dix-huit ans, à Rome.

## Discographie

### 78-tours
- 1940 : Passano i battaglioni/Vincere, vincere, vincere (Parlophon, GP 92145, avec le Trio Lescano, uniquement la face A ; la face B est chantée par Michele Montanari)
- 1940 : Ho comprato un cagnolino/La sirena del laghetto (Parlophon GP 93061)
- 1941 : Bambina ascolta/Passa la ronda (Odeon, GO 20483 ; avec Till Cappellaro)

## Filmographie
- 1940 : Una famiglia impossibile de Carlo Ludovico Bragaglia : Nerina Bartolla
- 1941 : L'allegro fantasma d'Amleto Palermi : Lilli (en tant que membre du Trio Primavera)
- 1972 : Sans famille, sans le sou, en quête d'affection (Senza famiglia, nullatenenti cercano affetto) de Vittorio Gassman
- 1973 : Film d'amour et d'anarchie (Film d'amore e d'anarchia, ovvero 'stamattina alle 10 in via dei Fiori nella nota casa di tolleranza...) de Lina Wertmüller
- 1990 : Basta! Ci faccio un film de Luciano Emmer
- 1997 : Camere da letto (it) de Simona Izzo